# Brie-sous-Matha
Pour les articles homonymes, voir Brie.
Brie-sous-Matha est une commune du Sud-Ouest de la France située dans le département de la Charente-Maritime (région Nouvelle-Aquitaine).
Ses habitants sont appelés les Briellois et les Brielloises.

## Géographie

### Communes limitrophes
|        | Louzignac           |         |
| Sonnac | Brie-sous-Matha     | Ballans |
|        | Bréville (Charente) |         |

## Urbanisme

### Typologie
Au 1er janvier 2024, Brie-sous-Matha est catégorisée commune rurale à habitat dispersé, selon la nouvelle grille communale de densité à 7 niveaux définie par l'Insee en 2022.
Elle est située hors unité urbaine et hors attraction des villes,.

### Occupation des sols
L'occupation des sols de la commune, telle qu'elle ressort de la base de données européenne d’occupation biophysique des sols Corine Land Cover (CLC), est marquée par l'importance des territoires agricoles (99,7 % en 2018), une proportion identique à celle de 1990 (99,7 %). La répartition détaillée en 2018 est la suivante : 
terres arables (44,9 %), cultures permanentes (38,2 %), zones agricoles hétérogènes (16,7 %), forêts (0,3 %). L'évolution de l’occupation des sols de la commune et de ses infrastructures peut être observée sur les différentes représentations cartographiques du territoire : la carte de Cassini (XVIIIe siècle), la carte d'état-major (1820-1866) et les cartes ou photos aériennes de l'IGN pour la période actuelle (1950 à aujourd'hui).

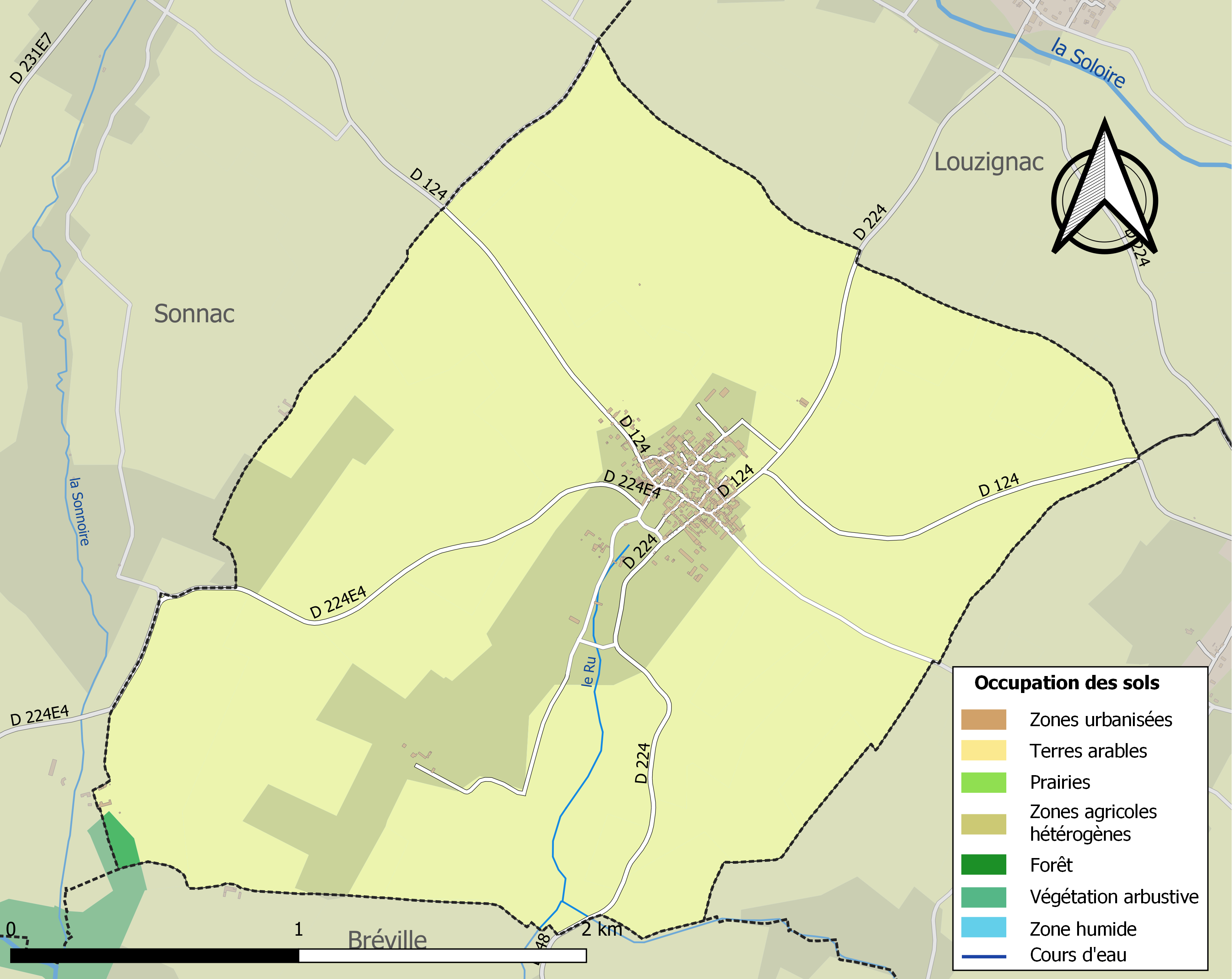
Carte des infrastructures et de l'occupation des sols de la commune en 2018 (CLC).

### Risques majeurs
Le territoire de la commune de Brie-sous-Matha est vulnérable à différents aléas naturels : météorologiques (tempête, orage, neige, grand froid, canicule ou sécheresse), mouvements de terrains et séisme (sismicité modérée). Il est également exposé à un risque technologique,  le transport de matières dangereuses. Un site publié par le BRGM permet d'évaluer simplement et rapidement les risques d'un bien localisé soit par son adresse soit par le numéro de sa parcelle.

#### Risques naturels

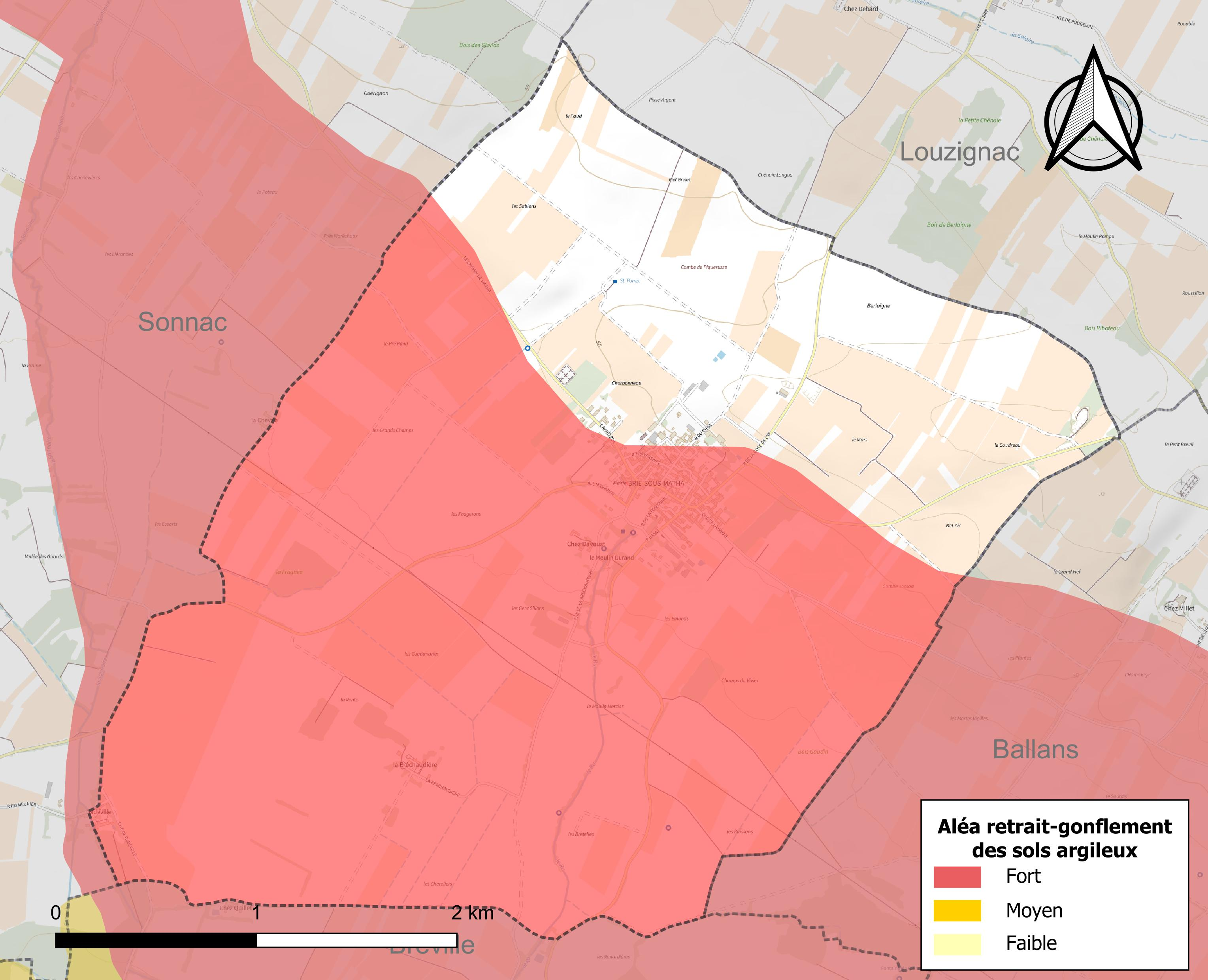
Carte des zones d'aléa retrait-gonflement des sols argileux de Brie-sous-Matha.

Les mouvements de terrains susceptibles de se produire sur la commune sont des tassements différentiels.
Le retrait-gonflement des sols argileux est susceptible d'engendrer des dommages importants aux bâtiments en cas d’alternance de périodes de sécheresse et de pluie. 69,6 % de la superficie communale est en aléa moyen ou fort (54,2 % au niveau départemental et 48,5 % au niveau national). Sur les 123 bâtiments dénombrés sur la commune en 2019,  107 sont en aléa moyen ou fort, soit 87 %, à comparer aux 57 % au niveau départemental et 54 % au niveau national. Une cartographie de l'exposition du territoire national au retrait gonflement des sols argileux est disponible sur le site du BRGM,.
Par ailleurs, afin de mieux appréhender le risque d’affaissement de terrain, l'inventaire national des cavités souterraines permet de localiser celles situées sur la commune.
La commune a été reconnue en état de catastrophe naturelle au titre des dommages causés par les inondations et coulées de boue survenues en 1982, 1999 et 2010. Concernant les mouvements de terrains, la commune a été reconnue en état de catastrophe naturelle au titre des dommages causés par des mouvements de terrain en 1999 et 2010.

#### Risques technologiques
Le risque de transport de matières dangereuses sur la commune est lié à sa traversée par une ou des infrastructures routières ou ferroviaires importantes ou la présence d'une canalisation de transport d'hydrocarbures. Un accident se produisant sur de telles infrastructures est susceptible d’avoir des effets graves sur les biens, les personnes ou l'environnement, selon la nature du matériau transporté. Des dispositions d’urbanisme peuvent être préconisées en conséquence.

## Toponymie
D'après Dauzat, l'origine du nom de Brie, comme ceux des autres communes du même nom dans la région, remonterait au gaulois briga signifiant « hauteur ».

## Administration

### Liste des maires
| Période                                  | Période  | Identité         | Étiquette    | Qualité              |
| ---------------------------------------- | -------- | ---------------- | ------------ | -------------------- |
| Les données manquantes sont à compléter. |          |                  |              |                      |
|                                          |          |                  |              |                      |
| avant 1988 (réélu en mai 2020)           | En cours | Bernard Goursaud | DVG puis POI | Agriculteur retraité |

## Population et société

### Démographie

#### Évolution démographique
L'évolution du nombre d'habitants est connue à travers les recensements de la population effectués dans la commune depuis 1793. Pour les communes de moins de 10 000 habitants, une enquête de recensement portant sur toute la population est réalisée tous les cinq ans, les populations de référence des années intermédiaires étant quant à elles estimées par interpolation ou extrapolation. Pour la commune, le premier recensement exhaustif entrant dans le cadre du nouveau dispositif a été réalisé en 2004.

En 2022, la commune comptait 170 habitants, en évolution de −7,1 % par rapport à 2016 (Charente-Maritime : +4,04 %, France hors Mayotte : +2,11 %).
| 1793 | 1800 | 1806 | 1821 | 1831 | 1836 | 1841 | 1846 | 1851 |
| ---- | ---- | ---- | ---- | ---- | ---- | ---- | ---- | ---- |
| 500  | 533  | 559  | 546  | 568  | 610  | 605  | 602  | 566  |

| 1856 | 1861 | 1866 | 1872 | 1876 | 1881 | 1886 | 1891 | 1896 |
| ---- | ---- | ---- | ---- | ---- | ---- | ---- | ---- | ---- |
| 537  | 525  | 515  | 472  | 473  | 473  | 442  | 415  | 380  |

| 1901 | 1906 | 1911 | 1921 | 1926 | 1931 | 1936 | 1946 | 1954 |
| ---- | ---- | ---- | ---- | ---- | ---- | ---- | ---- | ---- |
| 366  | 345  | 333  | 322  | 318  | 292  | 295  | 275  | 263  |

| 1962 | 1968 | 1975 | 1982 | 1990 | 1999 | 2004 | 2006 | 2009 |
| ---- | ---- | ---- | ---- | ---- | ---- | ---- | ---- | ---- |
| 269  | 229  | 209  | 197  | 178  | 176  | 179  | 184  | 201  |

| 2014 | 2019 | 2022 | - | - | - | - | - | - |
| ---- | ---- | ---- | - | - | - | - | - | - |
| 184  | 173  | 170  | - | - | - | - | - | - |

#### Pyramide des âges
La population de la commune est relativement âgée.
En 2018, le taux de personnes d'un âge inférieur à 30 ans s'élève à 24,8 %, soit en dessous de la moyenne départementale (29 %). À l'inverse, le taux de personnes d'âge supérieur à 60 ans est de 38,8 % la même année, alors qu'il est de 34,9 % au niveau départemental.
En 2018, la commune comptait 92 hommes pour 84 femmes, soit un taux de 52,27 % d'hommes, largement supérieur au taux départemental (47,85 %).
Les pyramides des âges de la commune et du département s'établissent comme suit.
| Hommes | Classe d’âge | Femmes |
| ------ | ------------ | ------ |
| 0,0    | 90 ou +      | 2,4    |
| 10,0   | 75-89 ans    | 15,7   |
| 26,7   | 60-74 ans    | 22,9   |
| 21,1   | 45-59 ans    | 24,1   |
| 15,6   | 30-44 ans    | 12,0   |
| 17,8   | 15-29 ans    | 12,0   |
| 8,9    | 0-14 ans     | 10,8   |

| Hommes | Classe d’âge | Femmes |
| ------ | ------------ | ------ |
| 1,1    | 90 ou +      | 2,6    |
| 10,1   | 75-89 ans    | 12,6   |
| 22     | 60-74 ans    | 23,2   |
| 20,1   | 45-59 ans    | 19,7   |
| 16,1   | 30-44 ans    | 15,6   |
| 15,2   | 15-29 ans    | 12,7   |
| 15,4   | 0-14 ans     | 13,6   |

## Lieux et monuments
L'église romane

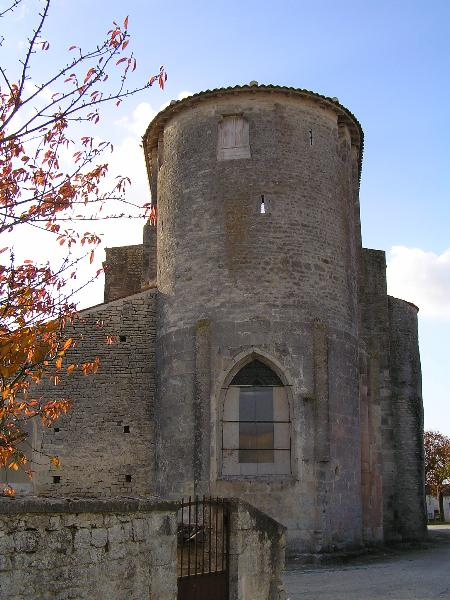
L'église fortifiée.

L'église Saint-Pierre, dont la partie la plus ancienne date de XIIe siècle et dont le chœur a été classé monument historique, est de plan rectangulaire à vaisseau unique qui se termine par un chœur en abside s'ouvrant sur une chapelle. Elle a été fortifiée et aménagée en refuge. Du XIIe siècle, il reste le portail encadré de deux colonnettes de chaque côté, la partie inférieure des murs et les chapiteaux et la base des colonnes du chœur. Un escalier à vis mène au clocher.
Le chevet a pris la forme d'une haute tour percée de meurtrières et d'archères dans toutes les directions. Le chœur et l'abside ont été rehaussés et leur partie basse a été murée pour en faire une tour fortifiée. En effet, l'exhaussement de l'abside qui est percée de deux niveaux d'archères a totalement obturé la face orientale du clocher arcade.
La présence de deux grandes arcades en arc brisé, obturées, fait penser à des passages vers un couvent attenant dont il ne reste rien.
Les lavoirs

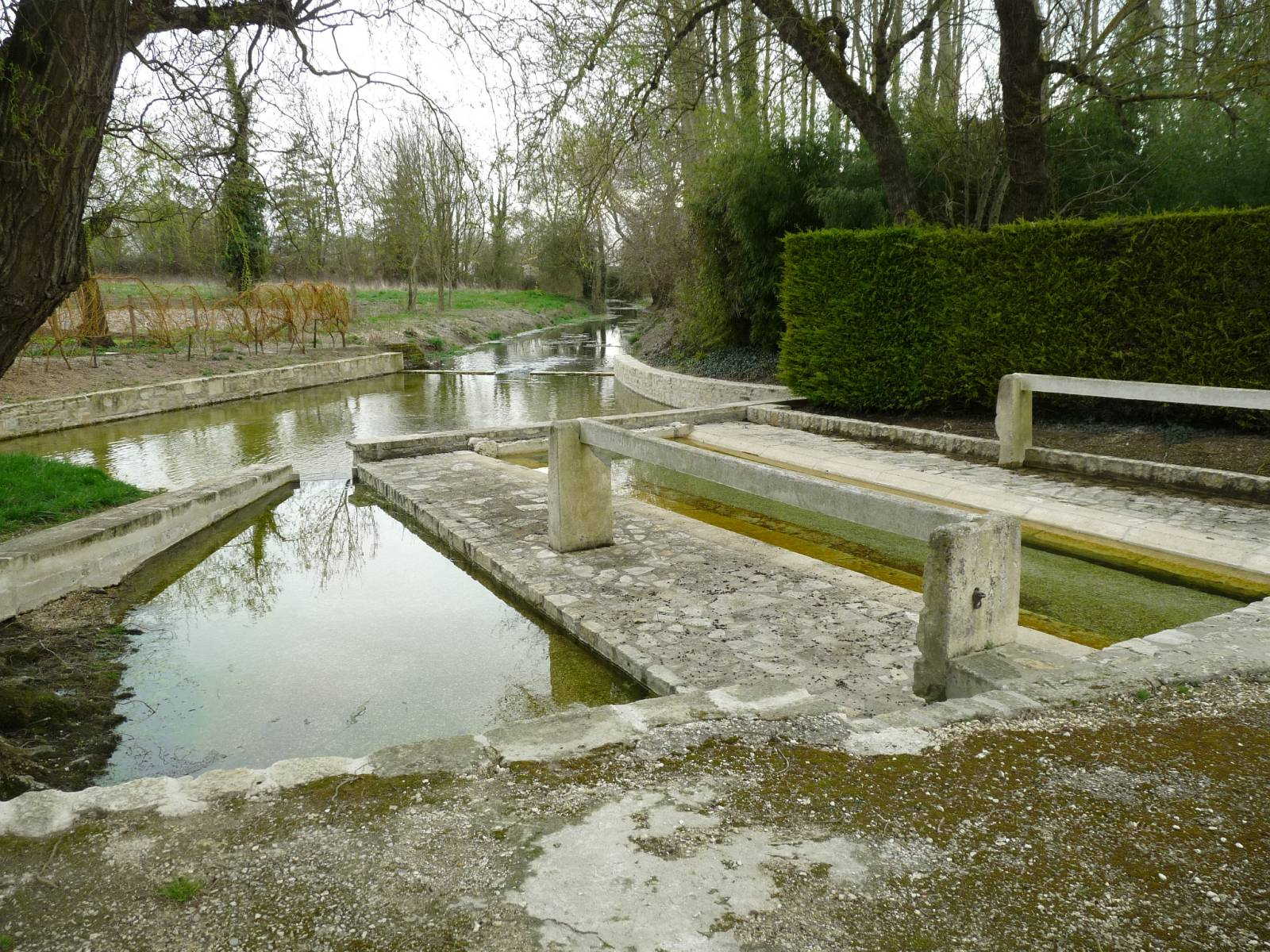
La fontaine et les lavoirs.

Ils correspondent à une fontaine importante, source du Ru, affluent de la Soloire.